# قاعة طنمة (الشحر)
'

تعديل مصدري - تعديل

قاعة طنمة هي إحدى قرى عزلة الشحر بمديرية الشحر التابعة لمحافظة حضرموت، بلغ تعداد سكانها 130 نسمة حسب تعداد اليمن لعام 2004.